# Longuelo
Longuelo [ˈloŋɡwelo] (Lònguel [ˈlɔŋɡwɛl] in bergamasco) è un quartiere del comune di Bergamo; fino al 2014 ha fatto parte assieme ad altri quartieri (San Paolo, Santa Lucia, Loreto) della circoscrizione 2.
Accoglie prevalentemente quartieri residenziali, sia di medio-alto valore immobiliare che di case popolari. I nomi delle vie del quartiere fanno riferimento principalmente a compositori italiani e stranieri (Puccini, Rossini, Monteverdi, Mascagni, Bazzini, Bellini, Pergolesi, Toscanini, Wagner, Beethoven), oltre che alla preesistente toponomastica (via Longuelo, via del Celtro, strada Vecchia, via del Polaresco, via Astino, via Castello Presati)
Il quartiere si configura come l'estrema periferia ovest dell'abitato di Bergamo, separato dal colle della Benaglia dal quartiere di Loreto, e contiguo ai vicini comuni di Curno e Mozzo, con i quali non ha soluzione di continuità. Confina a sud con la Roggia Serio, oltre la quale si erge il Nuovo Ospedale di Bergamo.

## Storia

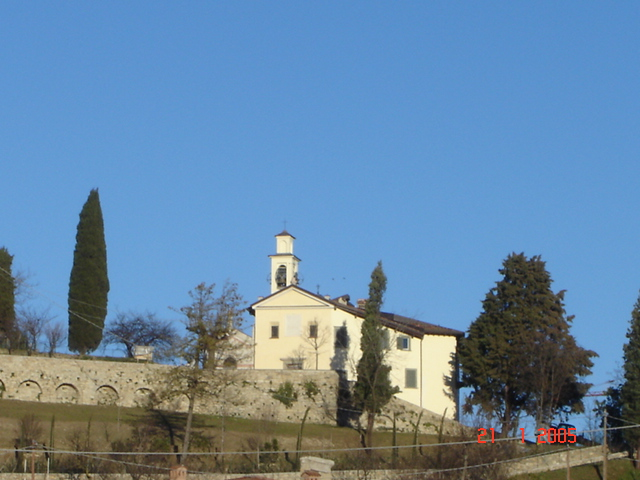
Chiesa di San Matteo alla Benaglia

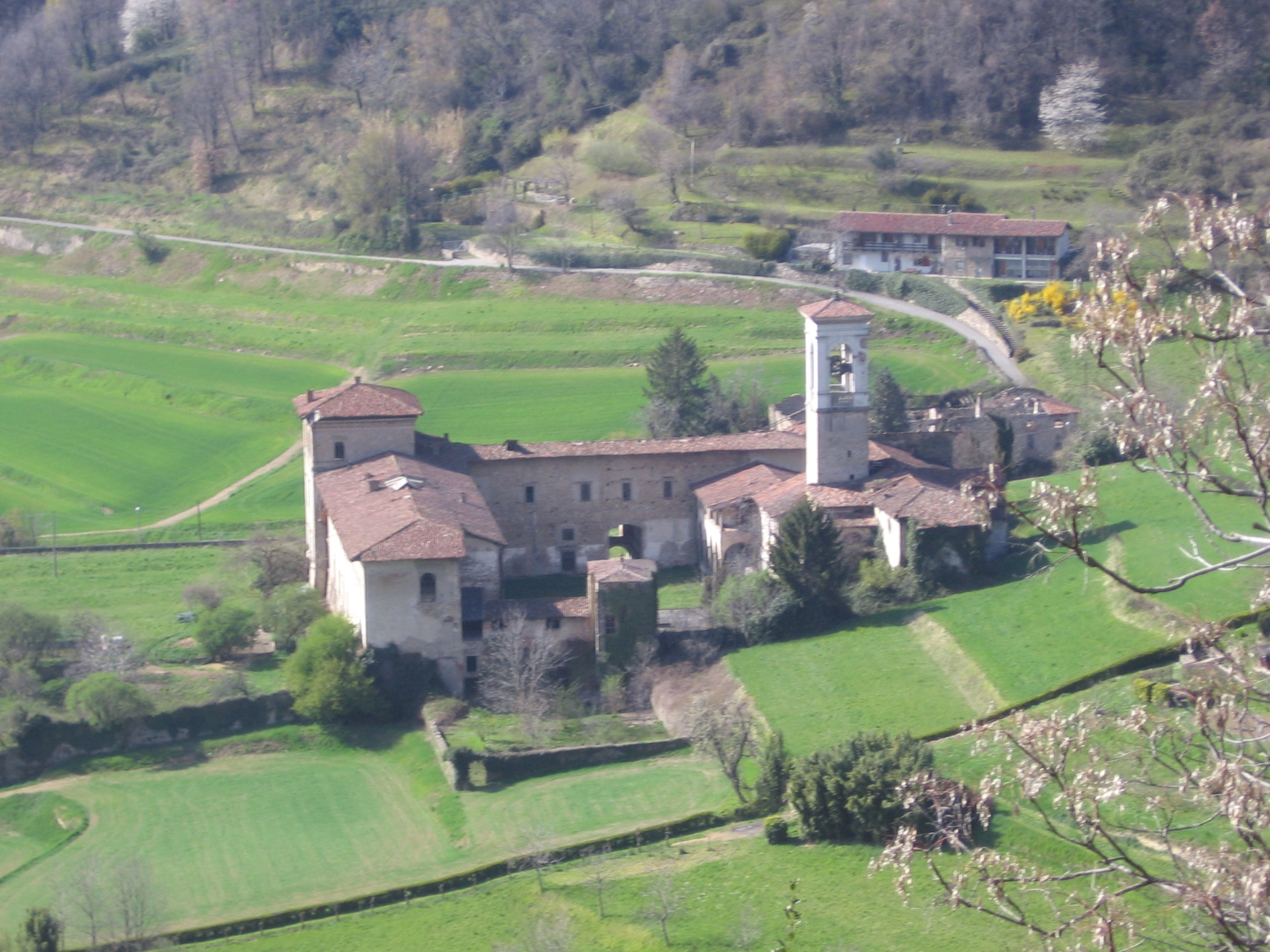
Convento di Astino

Longuelo nasce come villaggio autonomo rispetto alla città, lungo la strada che porta verso Lecco. Grazie alla (pur piccola) barriera fisica del colle della Benaglia, esso riesce a mantenere una propria identità nonostante l'espansione del centro urbano.
Ancora nel secondo dopoguerra Longuelo era un piccolo villaggio rurale di circa 350 abitanti, tra campi di granturco, prati, e alberi di gelso e pioppo. Il terreno era principalmente paludoso, e le abitazioni si limitavano al nucleo attorno alla Chiesa vecchia, iniziando a salire verso il colle. All'osteria Fenili si fermavano per ristoro i carri dei lavandai diretti a Paladina.
Negli anni '50 e '60, con il boom economico, Longuelo si trasforma presto in quartiere-dormitorio, grazie alla costruzione di grandi isolati di case popolari. La popolazione cresce sensibilmente, arrivando presto a 2 500 abitanti.
Nella storica Salumeria Giavazzi, sulla curva della strada, ha a lungo fatto da garzone di bottega Roby Facchinetti dei Pooh. Nel 1978 apre a Longuelo la sede della Pasticceria Locatelli, tra le più rinomate di Bergamo
Fanno parte della storia del quartiere di Longuelo:
- Monastero di Astino, nella Valle di Astino, fondato nel 1107 dai monaci vallombrosani.[2]
- Madonna del Bosco

•Albert Corbellini:artista vivente e predicatore della Bellavita.

### Nucleo vecchio

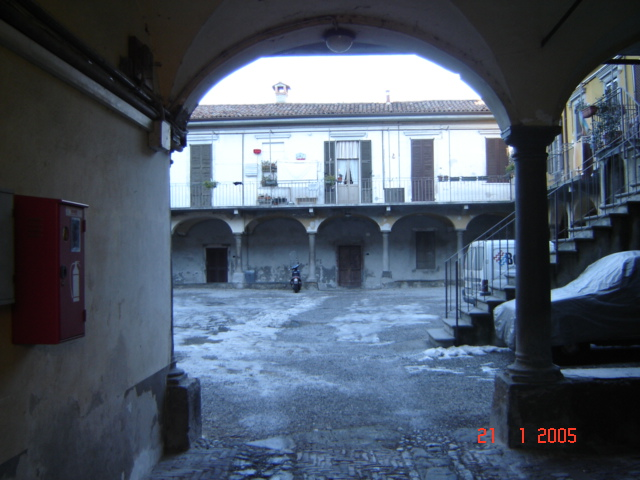
Longuelo, ex convento francescano

Dal 2001 il centro storico di Longuelo è compreso nel Piano Particolareggiato di Recupero "Vecchi Nuclei" del Comune di Bergamo, in particolare per ciò che concerne la Chiesa vecchia della Concezione, l'ex convento dei terziari francescani, la Corte del Lavatoio, la cascina medievale antistante, e Villa Leidi.
La Chiesa della Concezione ("Chiesa vecchia") di Longuelo (via Longuelo 102) è sita sul luogo di una preesistente chiesa documentata dal 1477. L'edificio attuale, frutto di un intervento seicentesco, venne costruito tra il 1631 e il 1655 dall'architetto Giovanni Battista della Giovanna, discosta dalla strada per creare un sagrato, e chiusa tra il convento francescano e i rustici del brolo. Presenta navata unica in ordine corinzio con coro rettangolare (che comunica con il refettorio del convento francescano) e quattro cappelle intercomunicanti. La facciata quadrata, in gusto manierista (con finte finestre e mascheroni grotteschi) è scandita da paraste composite che definiscono l'arco trionfale delle tre porte. Dopo la soppressione del vicino convento nel 1784, la chiesa divenne sussidiaria e quindi parrocchiale dal 1845.
L'ex convento dei terziari francescani (via Longuelo 92-94) include una corte rettangolare a tre piani con portici, appoggiata a ovest alla chiesa. I francescani si insediarono alla chiesa della Concezioni sin dal 1572, venendo poi riconosciuti dal vescovo nel 1590. Il convento venne costruito tra il 1655 e il 1732, successivamente alla chiesa vecchia. Soppresso nel 1784, divenne casa vacanze del Collegio Mariano e infine residenza popolare.
La Corte del Lavatoio (via Longuelo 62-84) è composta da tre edifici del XVII secolo con due ordini di ballatoi di legno, che formano una piazzetta che circonda il lavatoio pubblico.

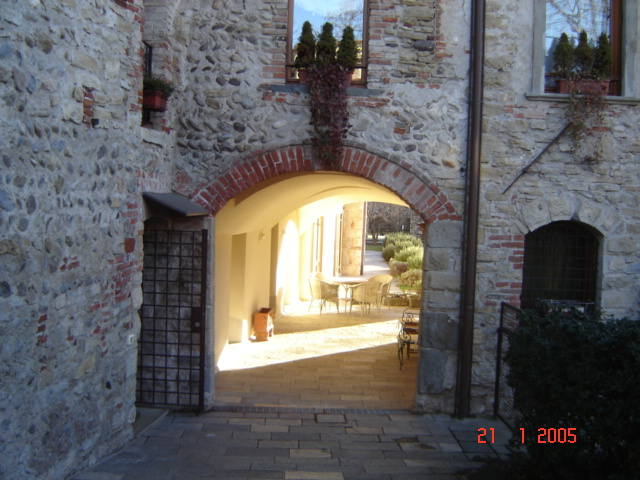
Portale d'accesso alla cascina medievale di via Longuelo (si nota muratura a spinapesce)

La cascina medievale, opposta alla corte del Lavatoio, è identificabile con quella investita da Giovanni Blotti il 30 gennaio 1333, confinante a nord con il Fossatum Stratae Comunis Pergami. Nel 1395 la casa (dotata di pozzo e due pertiche di brolo) era di proprietà di Savia, vedova di Alberto Suardi. L'edificio attuale è frutto di interventi stratificati dal XIII al XIX secolo, con murature a spinapesce, due corti, e due portali su strada a sesto ribassato.
Il nucleo antico ha termine con la Villa già Leidi (via Longuelo 4-6), residenza padronale a corte aperta con giardino storico e rustici già usati a filanda. I locali a pianterreno della parte dominicale, con volte a padiglione, accolgono affreschi con paesaggi e scene campestri. L'edificio include quattro colonne cinquecentesche di gusto isabelliano, probabilmente provenienti dal chiostro demolito del monastero di Astino.

### Strutture difensive occidentali di Bergamo

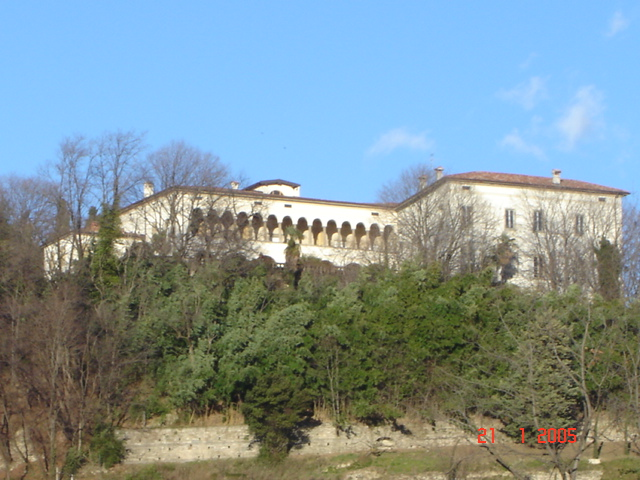
villa Benaglia

Il territorio di Longuelo accoglie ancora alcune delle strutture difensive occidentali della Bergamo medievale. Esse potrebbero fare parte del "murus bergorum", il sistema difensivo della città bassa, secondo gli studi di Gian Mario Petrò. Tra queste si possono citare:
- la stongarda di Longuelo in via portone di San Matteo, formata da un arco a sesto acuto a valle e da uno a tutto sesto a monte;
- la torre della cascina Colombaia in via Salvo d'Acquisto;
- la torre del Polaresco, inglobata in un complesso architettonico del XVIII secolo recentemente ristrutturato in via Nini da Fano;
- la torre di via Astino n°48;
- la torre di via Longuelo n°111;
- il castello Presati, dimora dei signori di Mozzo;
- la torre della cascina Becchella in via Madonna del bosco;
- la settecentesca villa Benaglia,[8] in posizione dominante, sul luogo di un'antica fortificazione in collegamento visivo con le altre torri;
- il castello dell'Allegrezza, già proprietà fortificata della potentissima famiglia Suardi, oggi ridotto a rudere invaso dalla boscaglia;

### Cascina del Polaresco

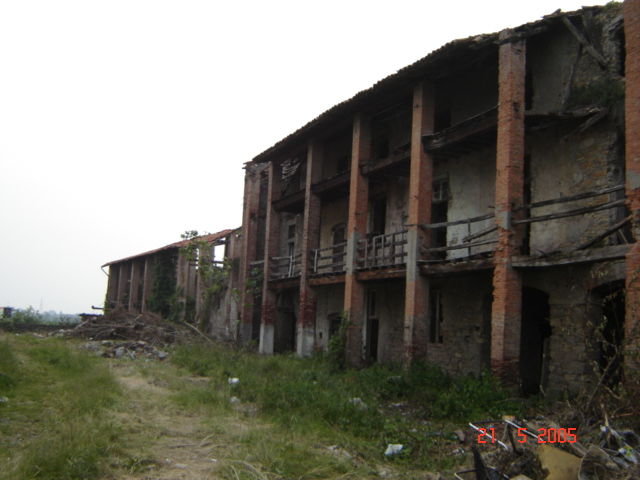
Cascina Polaresco, prima della ristrutturazione (2005)

La Cascina del Polaresco, bene di interesse storico-artistico sotto vincolo architettonico, è un complesso architettonico rurale formatosi per stratificazione di abitazioni coloniche a partire dal XVIII secolo attorno ad una preesistente torre d'avvisamento medievale. Si tratta di una cascina a pianta aperta con due corti contrapposte - a differenza dello schema tipico a pianta chiusa della cascina bergamasca, rinvenibile nelle vicine cascine Castello, Colombaia, Trucca e Olmo. La torre medievale, ribassata, è stata poi inglobata in un edificio residenziale. Si tratta di "un interessante stratificato esempio di architettura rurale ed una declinazione tipologica pressoché unica sul territorio bergamasco". Il complesso è stato ristrutturato negli anni 2000 e ospita oggi il Residence Il Polaresco.

### Ex Colonia Elioterapica del Polaresco
Nel 1936 la Croce Rossa e l'orfanotrofio femminile del Conventino acquistano un terreno di 20 000 metri quadrati al Polaresco, per edificarvi una colonia elioterapica. I lavori di costruzione durano dal 15 luglio 1939 all'agosto 1940, con la costruzione di un corpo di fabbrica con due ali a piano unico e un corpo centrale a due piani. Il complesso, progettato da Oscar Gmür e intitolato a Costanzo Ciano, venne ceduto alla Federazione dei fasci di combattimento di Bergamo, e la prima colonia dell'estate 1940 venne gestita dalla Gioventù italiana del littorio (GIL). Lo stesso anno il complesso fu requisito a fini militari, divenendo sul finire della guerra sede del Comando Alleato di Bergamo. Ritornò a fungere da colonia elioterapica a partire dagli anni '50. Abbandonato sul finire del secolo, è stato ristrutturato negli anni duemila e ospita oggi il Centro giovanile Polaresco.

## La parrocchiale di Longuelo

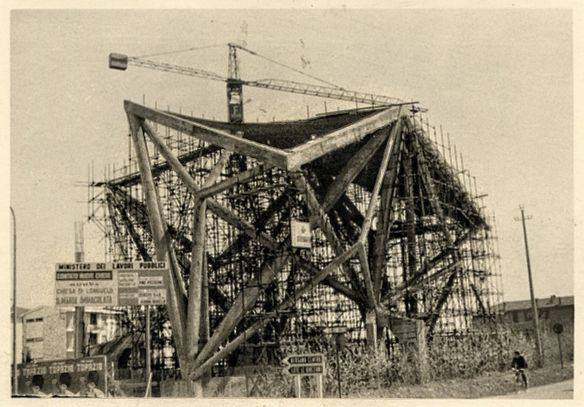
La chiesa di Longuelo durante la sua costruzione (1961-1966)

La chiesa parrocchiale di Longuelo, dedicata alla Beata Vergine Maria Immacolata, viene costruita da Pino Pizzigoni nei primi anni '60, nell'atmosfera di rinnovamento che fa seguito al Concilio Vaticano II. Pizzigoni disegna una struttura architettonica ardita, basata su un paraboloide iperbolico in cemento armato (con casserature di tavole di legno a vista) sviluppato secondo una doppia curvatura inversa e realizzata tramite un gioco costruttivo di tensostrutture. Si tratta di un progetto innovativo e di forte impatto, sotto lo slogan "una tenda per la comunità" che richiama il verso evangelico “E il verbo si fece carne / e pose la sua tenda in mezzo a noi” (Gv 1,14), e che non vedrà ripetizione nelle costruzioni ecclesiastiche dell'area.
La prima pietra è posta il 24 giugno 1961 dal vescovo Giuseppe Piazzi, e l'edificio è consacrato il 29 giugno 1966 dall'arcivescovo Clemente Gaddi. Duramente criticata sin dall'inizio per l'architettura inusuale, resta unica e di riferimento nel panorama delle architetture ecclesiastiche della diocesi di Bergamo.
Scriveva il direttore de L'Eco di Bergamo, mons. Andrea Spada, il 25 giugno 1966:
 L’architetto ha voluto adagiarla sul bordo della strada con tutta la nuda violenza dei suoi motivi architettonici, come capace di bloccare l’attenzione di chi passa. E, se è questo, c’è indubbiamente riuscito. Quel groviglio tormentato e, ripetiamo, barocco di immense occhiaie vuote, di vele che si protendono come mostruosi padiglioni auricolari, possono prestarsi fin che si vuole alla facile ironia ed alle battute di spirito, ma indubbiamente nessuno può passare innanzi senza sentire uno choc. Anche l’esterno di questa chiesa parla senza dubbio, grida anzi, ha la sua possente voce, per cavernosa e aspra e dura che possa essere.
Il gioco di luce all'interno della chiesa, con la luce radente delle vetrate superiori e la penombra dell'aula liturgica (di 2440 m², a pianta centrale, e banchi monodirezionali), rende un'essenzialità mistica e richiama il senso del gotico. Altare, sede e ambone, in granito, sono collocati lateralmente. L'iconografia, essenziale, si limitata ad un grande bassorilievo della Vergine Maria dietro il presbiterio del Pievani, il tabernacolo di Claudio Nani, e la Via Crucis sulle pareti laterali. Le vetrate superiori sono realizzate su cartone del pittore Mino Marra, che nel 1992 disegnò anche le decorazioni in vetrocemento colorato del portale d’ingresso. La chiesa manca di un campanile, ed ha un fonte battesimale solo mobile. Di nuovo, secondo Spada:
L'interno appare invece assolutamente migliore, meno forzato, più armonico. Anche perché chi vi entra si aspettava di trovare chissà quale combinazione dietro al tormento della facciata. Invece, dentro, le vele si distendono solenni e calme, i pali si levano tranquilli come antiche colonne, la luce si diffonde gradevole dalle vetrate che non sono fine a se stesse. Certo, è una chiesa che è pura e gelosa struttura architettonica e che sarà estremamente difficile “decorare” (ne è prova una strana Madonna su graticcio, che è stata messa sull’abside e che non si sa come armonizzare, freccia gelata sul cemento armato). Qui siamo nell’atmosfera completamente senza indulgenza del cemento armato. La sincerità è assoluta, bisogna darne atto, ma è anche incombente in tutta la sua aridità e freddezza. È difficile sottrarsi all’impressione di trovarsi in uno splendido monumentale bunker.
Nel 2015/16 la Chiesa è sottoposta a restauro per il cinquantennale dalla consacrazione.

## Istituzioni

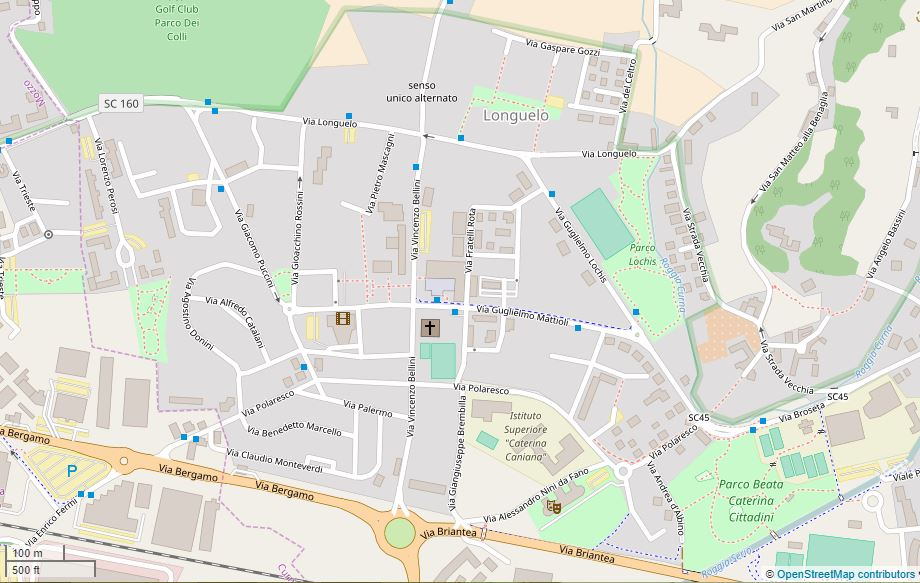
Bergamo, Longuelo

- Ex colonia elioterapica, oggi centro giovanile Polaresco
- Centro Socio Culturale (CSC) Longuelo, in via Bellini

### Scuole
- Asili nido:
- Scuole materne:
  - "Bellini"
- Scuole elementari:
  - "Cavezzali" (I.C. "I Mille")
- Scuole medie
  - "Nullo" (I.C. "I Mille")
- Scuole superiori
  - Istituto Superiore "Caterina Caniana"
  - Istituto "Mamoli"
- Scuole private

### Parchi
- Parco Loreto (Parco "Beata Caterina Cittadini")
- Parco Lochis
- Parco dei Colli di Bergamo
- Golf Club Parco dei Colli
- Parco del Monte dei Gobbi
- Parco delle Ortaglie (via Perosi / Donini)